# 윤정호
윤정호는 전 KBO 리그 키움 히어로즈의 외야수다. 단국대학교를 졸업했으며, 상무 야구단에서 전역한 후 2013년 키움 히어로즈에 신고선수로 입단했다.